# Resolutie 194 Veiligheidsraad Verenigde Naties
Resolutie 194 van de Veiligheidsraad van de Verenigde Naties van 25 september 1964 werd met unanimiteit aangenomen door de VN-Veiligheidsraad. Deze resolutie verlengde de VN-vredesmacht in Cyprus met een kwart jaar.

## Achtergrond
In maart 1964 was besloten om een vredesmacht te installeren in Cyprus. Die werd in juni al een eerste maal verlengd. Na nieuw geweld in augustus werd de missie wederom verlengd.

## Inhoud
De Veiligheidsraad merkte het rapport van de secretaris-generaal op, waarin werd gesteld dat de vredesmissie in Cyprus na 26 september verlengd moest worden. Verder werd opgemerkt dat de overheid van Cyprus ook wenste dat de missie verlengd zou worden.
De Veiligheidsraad sprak nogmaals zijn waardering uit voor de inspanningen van de secretaris-generaal om de resoluties 186, 187 en 192 uit te voeren. Ook de landen die troepen, politie, voorraden en financiële steun hadden bijgedragen kregen nogmaals waardering.
De Veiligheidsraad bracht hulde aan de op 9 september 1964 overleden VN-vertegenwoordiger in Cyprus, Sakari Tuomioja, voor de door hem verleende diensten. De Veiligheidsraad was tevreden over de aanstelling van een nieuwe bemiddelaar.
De resoluties 186, 187, 192 en 193 werden bevestigd. Alle VN-lidstaten werden opgeroepen om zich te houden aan deze resoluties.
De vredesmissie in Cyprus werd opnieuw met drie maanden verlengd, tot 26 december 1964.
De secretaris-generaal werd gevraagd om de Veiligheidsraad op de hoogte te houden over de toepassing van deze resolutie door de betrokken partijen.

## Verwante resoluties
- Resolutie 193 Veiligheidsraad Verenigde Naties
- Resolutie 198 Veiligheidsraad Verenigde Naties
- Resolutie 201 Veiligheidsraad Verenigde Naties

Lijst ·  186 ·  187 ·  188 ·  189 ·  190 ·  191 ·  192 ·  193 ·  194 ·  195 ·  196 ·  197 ·  198 ·  199